# Mező Ferenc (sporttörténész)
Mező Ferenc, született: Grünfeld Ferenc (Pölöskefő, 1885. március 13. – Budapest, 1961. november 21.) magyar sporttörténész, tanár, olimpiai bajnok.

## Életútja
Szülei Grünfeld Móric és Grünbaum Száli voltak. Gimnáziumba Nagykanizsán és Zalaegerszegen járt. Érettségi után bölcsészhallgató lett Budapesten. Tanári diplomát latin és görög nyelvből szerzett. Rákospalotán, majd Zalaszentgróton volt tanító. Az első világháborúban közel három évet szolgált a fronton, hősies szolgálatát többek között a kardos és hadiékítményes III. osztályú Vaskorona Renddel, a kardos és hadiékítményes III. o. Katonai Érdemkereszttel, és a kardokkal ékesített Bronz Katonai Érdeméremmel ismerték el. Ezt követően a budai Mátyás gimnázium tanára lett (1918-1934). Több későbbi magyar olimpiai bajnok volt a tanítványa. 1935-től 1942-ig a Berzsenyi Gimnázium tanára, ezt követően a Kölcsey Gimnázium igazgatója volt. Végül a Közoktatási Minisztérium munkatársa lett. 1947 februárjában miniszteri tanácsos és a testedzési ügyosztály vezetője volt. Júniusban a vallás és közoktatásügyi minisztérium osztályfőnökévé nevezték ki.
Gyerekkorától kezdve erősen érdekelődött az atlétika, a tenisz, a birkózás és a sportlövészet, általában véve a sport iránt. Első könyve 1923-ban jelent meg Az ókori olimpia címmel. Az 1928-as amszterdami olimpián szellemi olimpiai bajnokságot nyert Az olimpiai játékok története című munkájával, ami könyv alakban magyarul (1929), majd németül (1930) is megjelent. A díjátadón nem lehetett jelen, mivel nem volt benne a magyar küldöttségben. 1936-ban, a berlini Olimpia idején a Német Olimpia Érdemjel II. osztályával tüntették ki. Ő volt az egyetlen zsidó ember, aki ezt a magas német birodalmi kitüntetést elnyerte.
1947-ben javasolta az önálló Magyar Olimpiai Bizottság létrehozását, melynek alelnöke lett. Ebben az időszakban a TF-en is oktatott. 1948 februárjában, az elhunyt Muzsa Gyula helyett, a Nemzetközi Olimpiai Bizottság tagja lett. 1958-ban és 1960-ban a Magyar Testnevelési és Sport Tanács (MTST) tagjának nevezték ki.

## Művei
- Tibullus a magyar irodalomban (1908)
- Az ókori olimpia (1923)
- Képek a magyar sport multjából (1817–1892); Hornyánszky Ny., Bp., 1926 (Középfokú Iskolák Sportkörei Országos Szövetségének könyvtára)
- Az olympiai játékok története; előszó Klebelsberg Kuno; Országos Testnevelési Tanács, Bp., 1929 (Országos Testnevelési Tanács könyvtára) – A könyv a MEK-ben (hasonmásban: 1979, 2004)
- Napsugaras görög földön; Pallas, Bp., 1930
- Molnár Lajos sportíró élete és művei; Stephaneum Ny., Bp., 1931
- A magyar sport múltja és jelene; Pallas Ny., Bp., 1931
- Magyarok az olimpián (1932)
- Negyven év a magyar sport szolgálatában. B. Szokolyi Alajos élete és kora; szerzői, Bp., 1935
- Olympiai kalauz; előszó Kelemen Kornél; Egyetemi Ny., Bp., 1936
- Egyetemes sporttörténelem (1940)
- Derű a borúban. Anekdoták, tréfák az 1. világháborúból; Béta, Bp., 1941
- Háromezeréves ifjúság; Egyetemi Ny., Bp., 1947 (Magyar sportkönyvtár)
- A helsinki olimpia; szerk. Mező Ferenc; Sport, Bp., 1952
- A stockholmi olimpiai játékok (1955)
- Golden book of Hungarian Olympic champions / Livre d'or des champions olympiques hongrois; angolra ford. Farkas István, franciára ford. Hajdu János; Sport, Bp., 1955 (Hungarian Olympic library)
- Az újkori olimpia Athéntől Melbourne-ig. 1896–1956; Sport, Bp., 1956
- Az újkori olimpia. Athéntől Rómáig. 1896–1960; 2. átdolg. kiad.; Sport, Bp., 1959
- Magyar sport
- Örök ifjúság; 2. átdolg., bőv. kiad.; Sport–Medicina, Bp., 1961

## Díjai, elismerései
- Osztrák Császári Vaskorona Rend III. osztálya a hadiékítménnyel és a kardokkal
- Katonai Érdemkereszt III. osztálya a hadiékítménnyel és a kardokkal
- Bronz Katonai Érdemérem a vitézségi érem szalagján a kardokkal (Signum Laudis)
- Magyar Koronás Bronzérem (Signum Laudis)
- Károly Csapatkereszt
- Sebesülési Érem két sávval (két sebesülésért)
- Magyar Háborús Emlékérem a kardokkal és a sisakkal
- Osztrák Háborús Emlékérem a kardokkal
- Német Birodalmi Olimpia Érdemjel II. osztálya
- Magyar Köztársasági Érdemrend tisztikeresztje (1947)[2]
- Szocialista Munkáért Érdemérem (1958)[7]

## Emlékezete
- Dr. Mező Ferenc Olimpiai Baráti Kör
- Mező Ferenc Közalapítvány
- Dr. Mező Ferenc Szellemi Diákolimpia
- Több iskola is viseli a nevét
- Mező Ferenc-emlékérem
- Mező Ferenc díj
- Mező Ferenc-emlékgyűrű

## Képgaléria

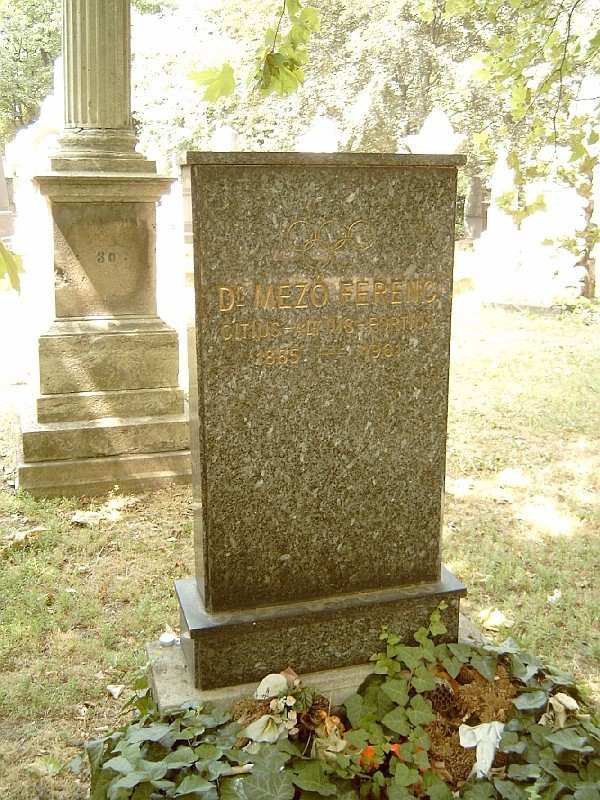
Mező Ferenc sírja Budapesten. Kerepesi temető: 34/1-1-34.
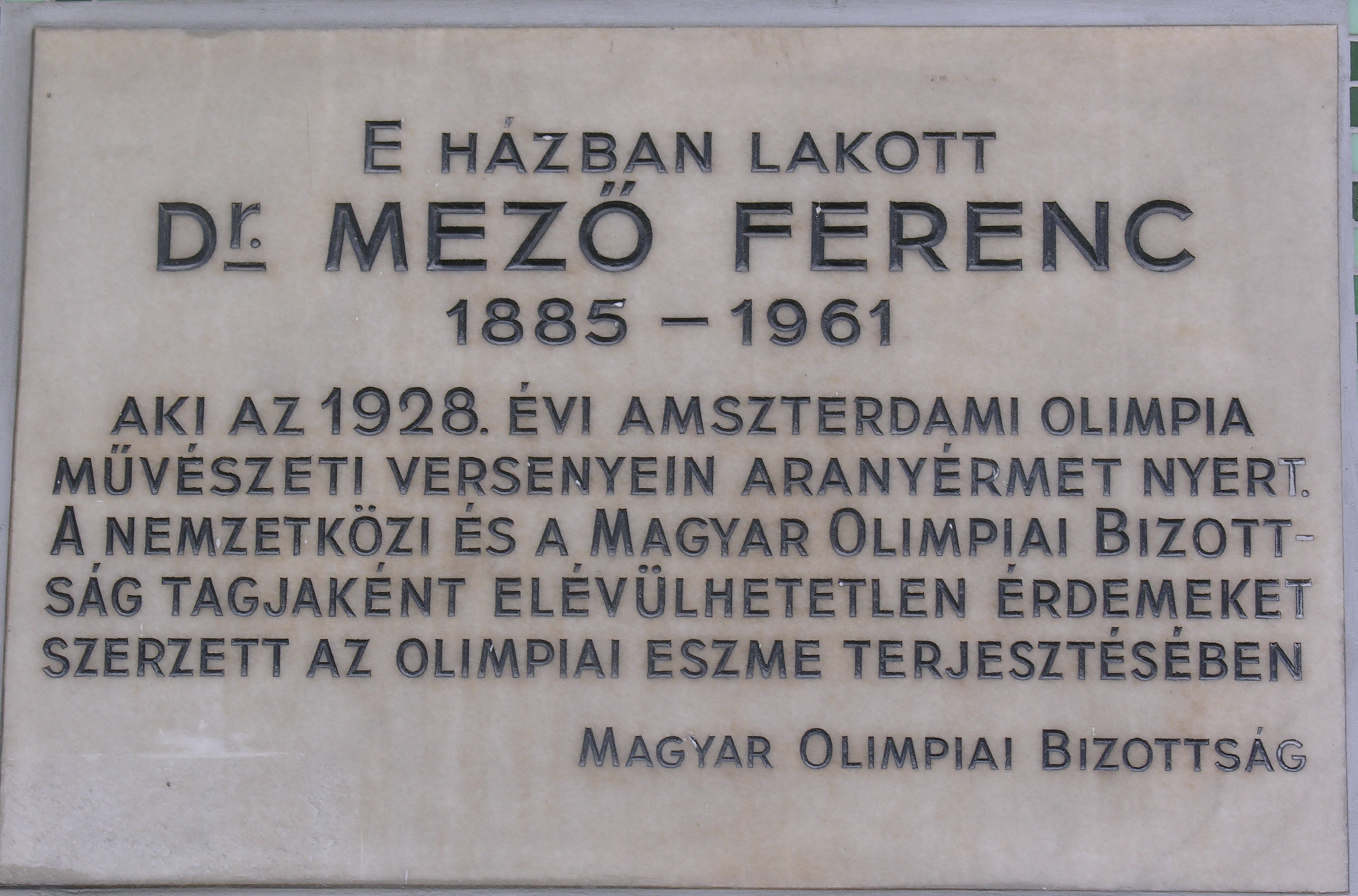
Mező Ferenc emléktáblája egykori lakhelyén, a Margit körút 50-52. szám alatt
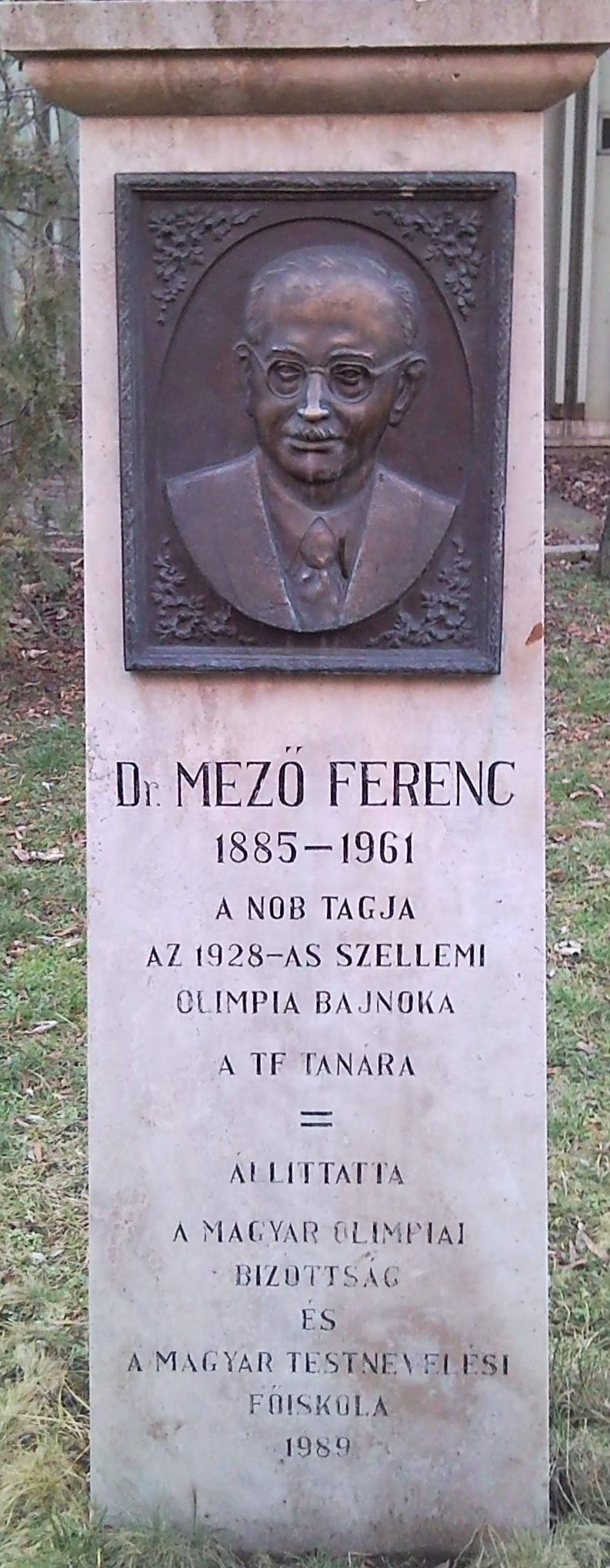
Emlékoszlopa a "TF"-en